# Seznam hokejistů draftovaných týmem Kansas City Scouts
Toto je kompletní seznam hokejistů, kteří byli draftováni v NHL do týmu Kansas City Scouts. To zahrnuje každého hráče, který byl draftován, bez ohledu na to, zda hrál za tým.

## Draft 1. kola

### Historie prvního kola
| † | Hráč který byl vybrán do hokejové síně slávy | Hráč který byl vybrán do hokejové síně slávy | Hráč který byl vybrán do hokejové síně slávy |
| * | Draftován z 1. místa                         | Draftován z 1. místa                         | Draftován z 1. místa                         |
| ≠ | Hráč který neodehrál žádný zápas v NHL       | Hráč který neodehrál žádný zápas v NHL       | Hráč který neodehrál žádný zápas v NHL       |

| Rok  | Místo | Hráč          | Pozice       | Stát   | Předchozí tým (liga)             |
| ---- | ----- | ------------- | ------------ | ------ | -------------------------------- |
| 1974 | 2     | Wilf Paiement | Pravé křídlo | Kanada | St. Catharines Black Hawks (OHA) |
| 1975 | 2     | Barry Dean    | Levé křídlo  | Kanada | Medicine Hat Tigers (WCHL)       |
| 1976 | 11    | Paul Gardner  | Centr        | Kanada | Oshawa Generals (OHA)            |

### Celkový výběr
|  | Hráči kteří hráli nejméně jeden zápas v NHL |
|  | Hráči kteří si zahráli v NHL All-Star Game  |
|  | Draftováni Češi a Slováci                   |

| Rok  | Kolo | Místo | Hráč            | Pozice       |
| ---- | ---- | ----- | --------------- | ------------ |
| 1974 | 1    | 2     | Wilf Paiement   | Pravé křídlo |
| 1974 | 2    | 20    | Glen Burdon     | Obránce      |
| 1974 | 3    | 38    | Bob Bourne      | Centr        |
| 1974 | 4    | 56    | Roger Lemelin   | Obránce      |
| 1974 | 5    | 74    | Mark Lomenda    | Pravé křídlo |
| 1974 | 6    | 92    | John Shewchuk   | Centr        |
| 1974 | 7    | 110   | Mike Boland     | Obránce      |
| 1974 | 9    | 145   | Brian Kuruliak  | Levé křídlo  |
| 1974 | 10   | 162   | Denis Carufel   | Levé křídlo  |
| 1974 | 11   | 177   | Sören Johansson | Centr        |
| 1974 | 12   | 191   | Mats Ullander   | Levé křídlo  |
| 1974 | 13   | 203   | Ed Pizunski     | Pravé křídlo |
| 1974 | 14   | 213   | Willie Wing     | Pravé křídlo |
| 1975 | 1    | 2     | Barry Dean      | Levé křídlo  |
| 1975 | 2    | 20    | Don Cairns      | Levé křídlo  |
| 1975 | 3    | 38    | Neil Lyseng     | Pravé křídlo |
| 1975 | 4    | 56    | Ron Delorme     | Pravé křídlo |
| 1975 | 5    | 74    | Terry McDonald  | Obránce      |
| 1975 | 6    | 92    | Eric Sanderson  | Levé křídlo  |
| 1975 | 7    | 110   | Bill Oleschuk   | Brankář      |
| 1975 | 8    | 128   | Joe Baker       | Obránce      |
| 1975 | 9    | 145   | Scott Williams  | Levé křídlo  |
| 1976 | 1    | 11    | Paul Gardner    | Centr        |
| 1976 | 3    | 38    | Mike Kitchen    | Obránce      |
| 1976 | 5    | 74    | Rick McIntyre   | Levé křídlo  |
| 1976 | 6    | 92    | Larry Skinner   | Centr        |

## Souvislé články
- Seznam hokejistů draftovaných týmem Colorado Rockies
- Seznam hokejistů draftovaných týmem New Jersey Devils